# Cima Undici
La Cima Undici en italien (littéralement « Cime Onze ») ou Elferkogel en allemand est un sommet des Alpes, à 3 092 m, dans les Dolomites, et en particulier dans le groupe des Dolomites de Sesto, en Italie (limite entre le Trentin-Haut-Adige et la Vénétie). Il fait partie du cadran solaire de Sesto.